# 聖馬丁島 (孟加拉)
聖馬丁島是孟加拉國吉大港專區科克斯巴扎爾縣代格納夫烏帕齊拉的一座島嶼，位於孟加拉國與緬甸的界河納夫河河口，為孟加拉國最南端的領土。

## 簡介
聖馬丁島位於孟加拉灣東北部，孟加拉國與緬甸的界河納夫河河口，代格納夫半島尖端南方約9公里、緬甸本土西北方約8公里處。聖馬丁島由北到南可細分為烏托帕拉（Uttarpara）、戈洛奇帕（Golachipa）與達金帕拉（Dakhinpara）三個主要區域，其中戈洛奇帕為全島寬度最狹窄處。
聖馬丁島是一座大陸島，但除了本島外，周圍還有三座無人居住的珊瑚礁小島，其中最大者稱為切拉迪阿島（ Cheradia），位於本島東南方，長約1.8公里，寬度介於50-300公尺之間，退潮時偶爾會與本島相連。本島是孟加拉國唯一有珊瑚礁分布之處，為該國重要的觀光島嶼。2017年，因羅興亞難民危機發生，孟加拉國政府停開了聖馬丁島至本土的的渡船，對本島的觀光造成衝擊。
2005年，聖馬丁島的人口為5726人，2015年已約有8000人，大多以捕魚、曬魚乾、販賣椰子或務農為業。
聖馬丁島的生態相當豐富，是孟加拉國政府所指定的生態關鍵區域之一，重要的動植物包括紅樹林、海龜、海豚與多種候鳥，其中綠蠵龜、玳瑁與麗龜會在島上的沙丘產卵。但近年來因島嶼的開發，島上生態受到相當程度的破壞。

## 歷史
聖馬丁島的孟加拉語舊稱為「椰子島」（ Narikel Jinjira），並於英國殖民時期改為現名。本島最早的居民是約250年前到此定居的阿拉伯人，200年前開始有緬甸人在此定居。

### 領土爭議
聖馬丁島周邊海域過去曾有領土爭議，緬甸主張此海域應由兩國平分，孟加拉國則主張其為該國的領海，因而發生過多起針對漁民的攻擊事件。1998年10月，有3-5名孟加拉漁民在聖馬丁島近海被緬甸海軍射殺，1999年9月，有一名漁民在此被緬甸海軍射殺，另有九人棄船逃生。2012年，國際海洋法法庭駁回緬甸的主張，裁定聖馬丁島周邊12海哩內的海域為孟加拉國的領海，但兩國船隻在此海域仍偶有衝突發生。
2018年，緬甸政府網站的地圖中，將聖馬丁島誤標為其領土，孟加拉國政府召見該國大使表示抗議，後者承認該地圖為誤標。孟加拉政府官員表示1937年，英屬緬甸從英屬印度中分出，成為獨立的殖民地時，聖馬丁島即是歸英屬印度管轄。

## 圖集

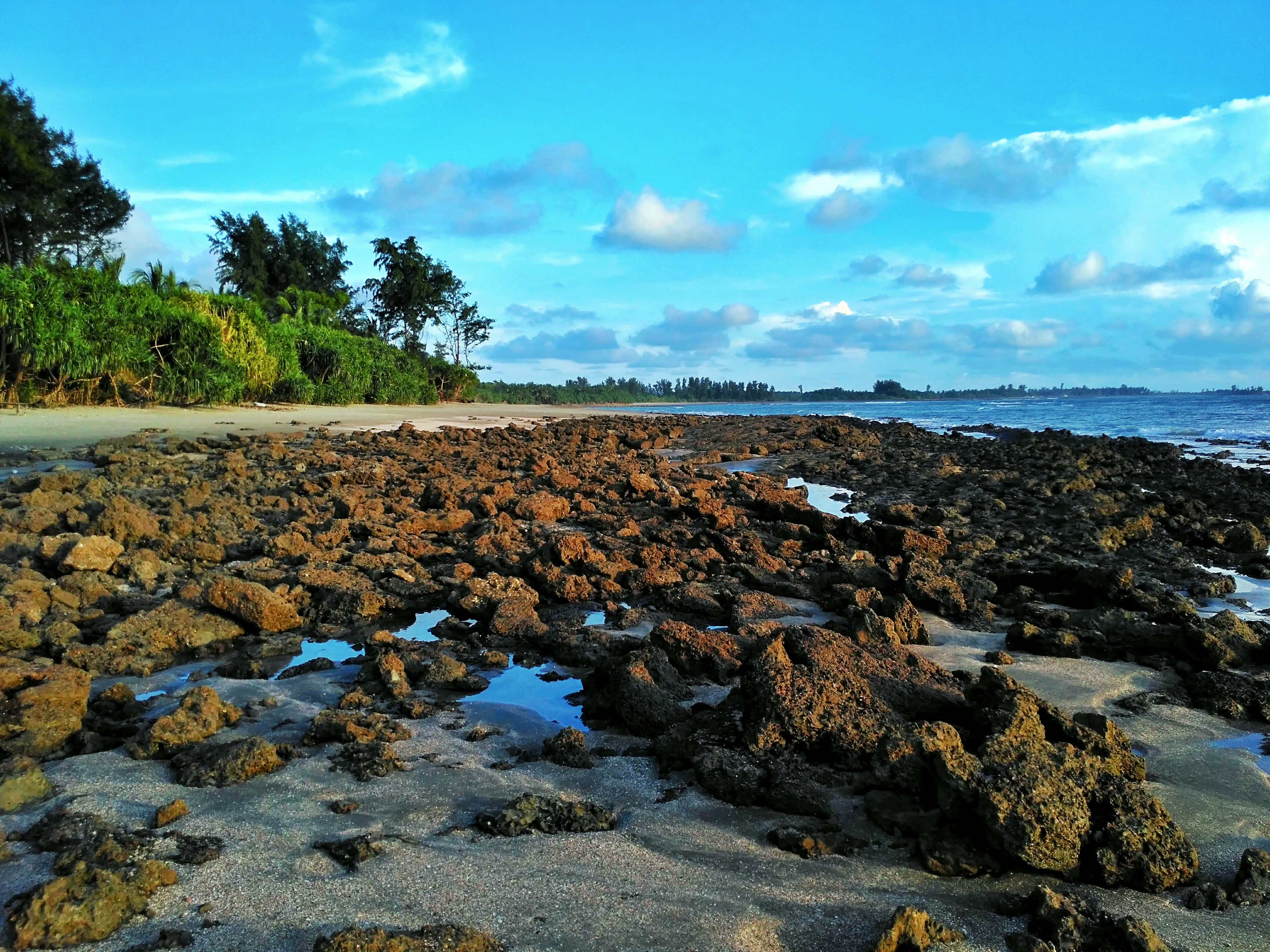
聖馬丁島的珊瑚礁
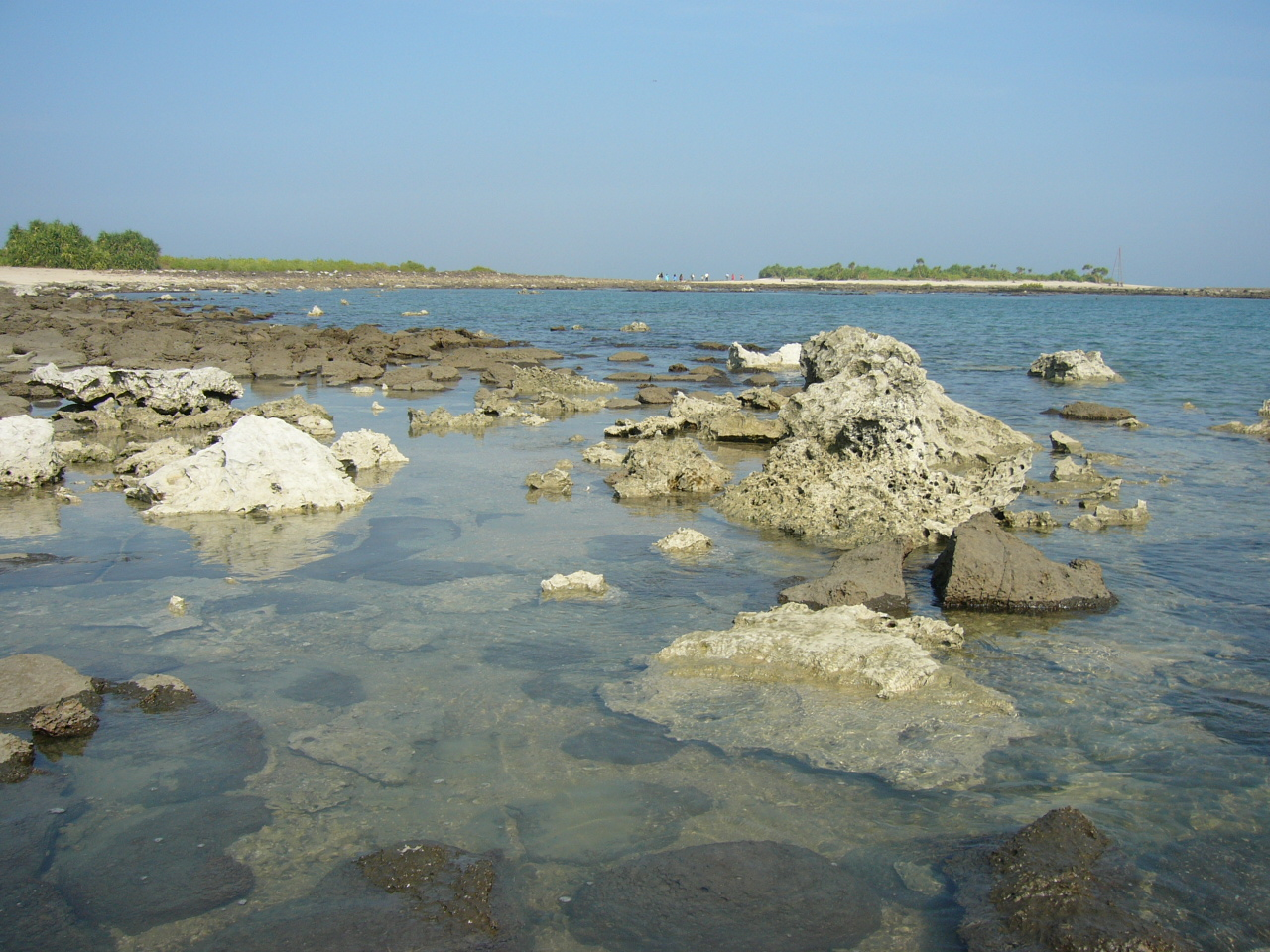
聖馬丁島的珊瑚礁
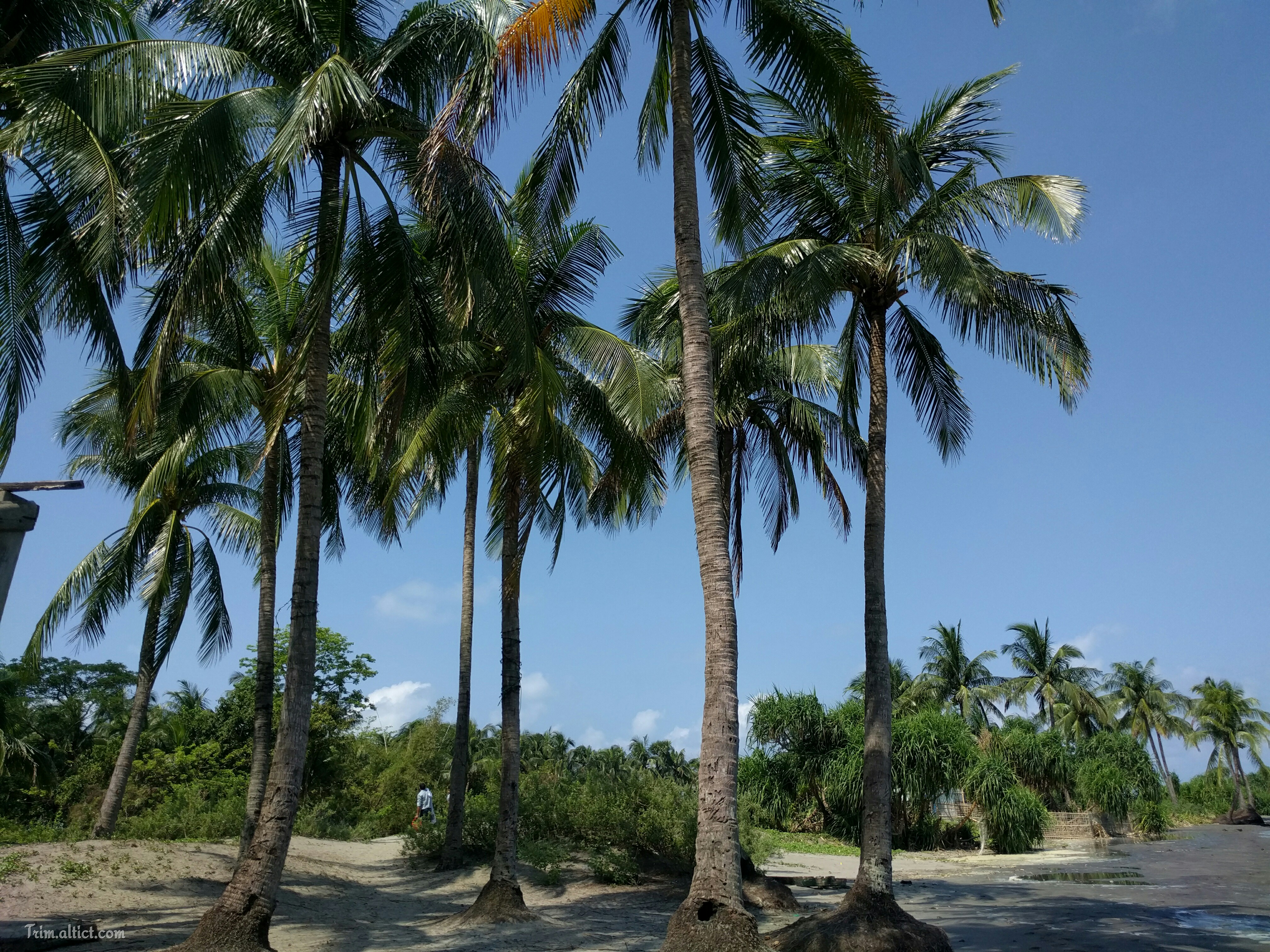
聖馬丁島的椰子樹
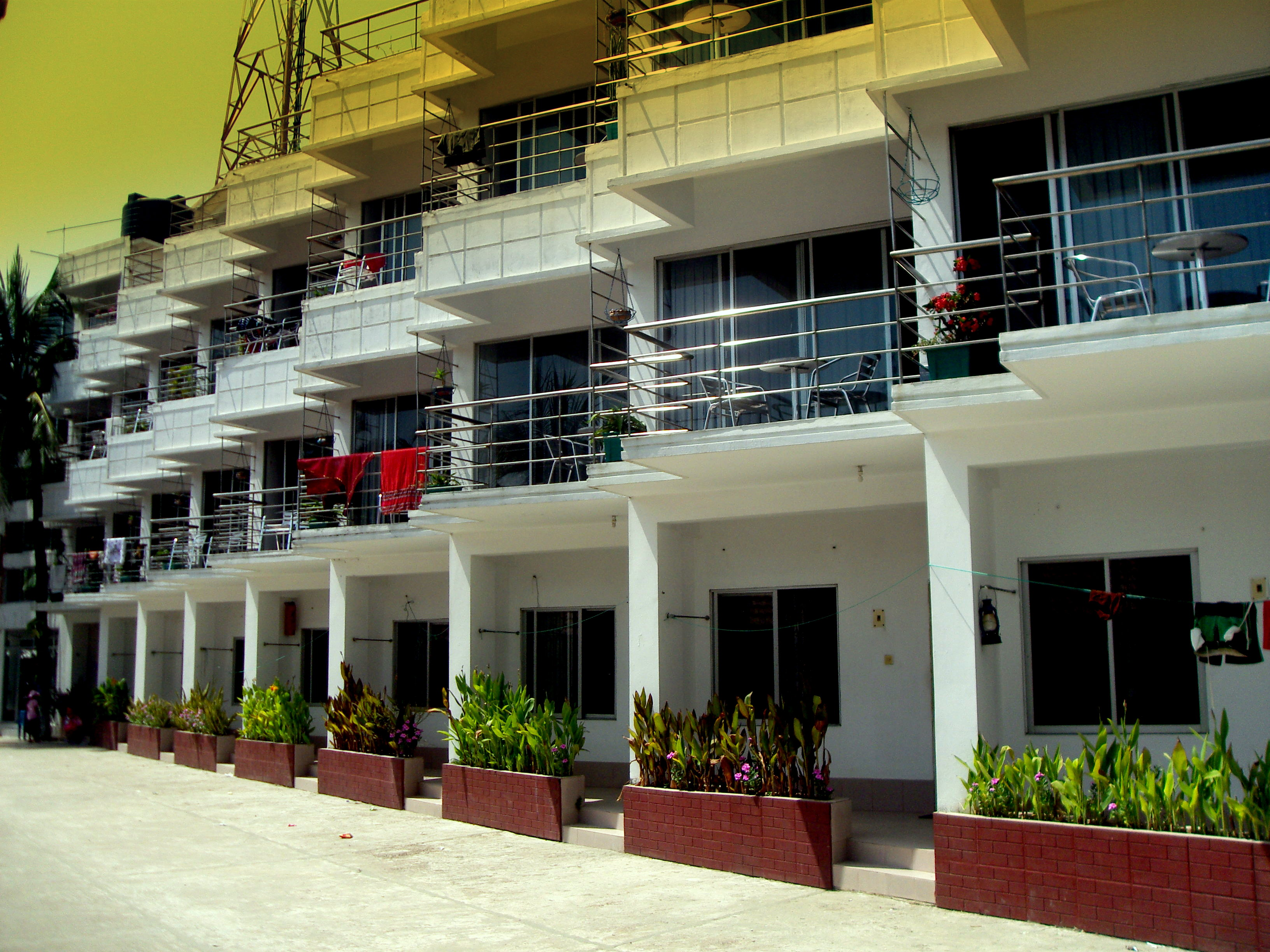
聖馬丁島的一間度假酒店
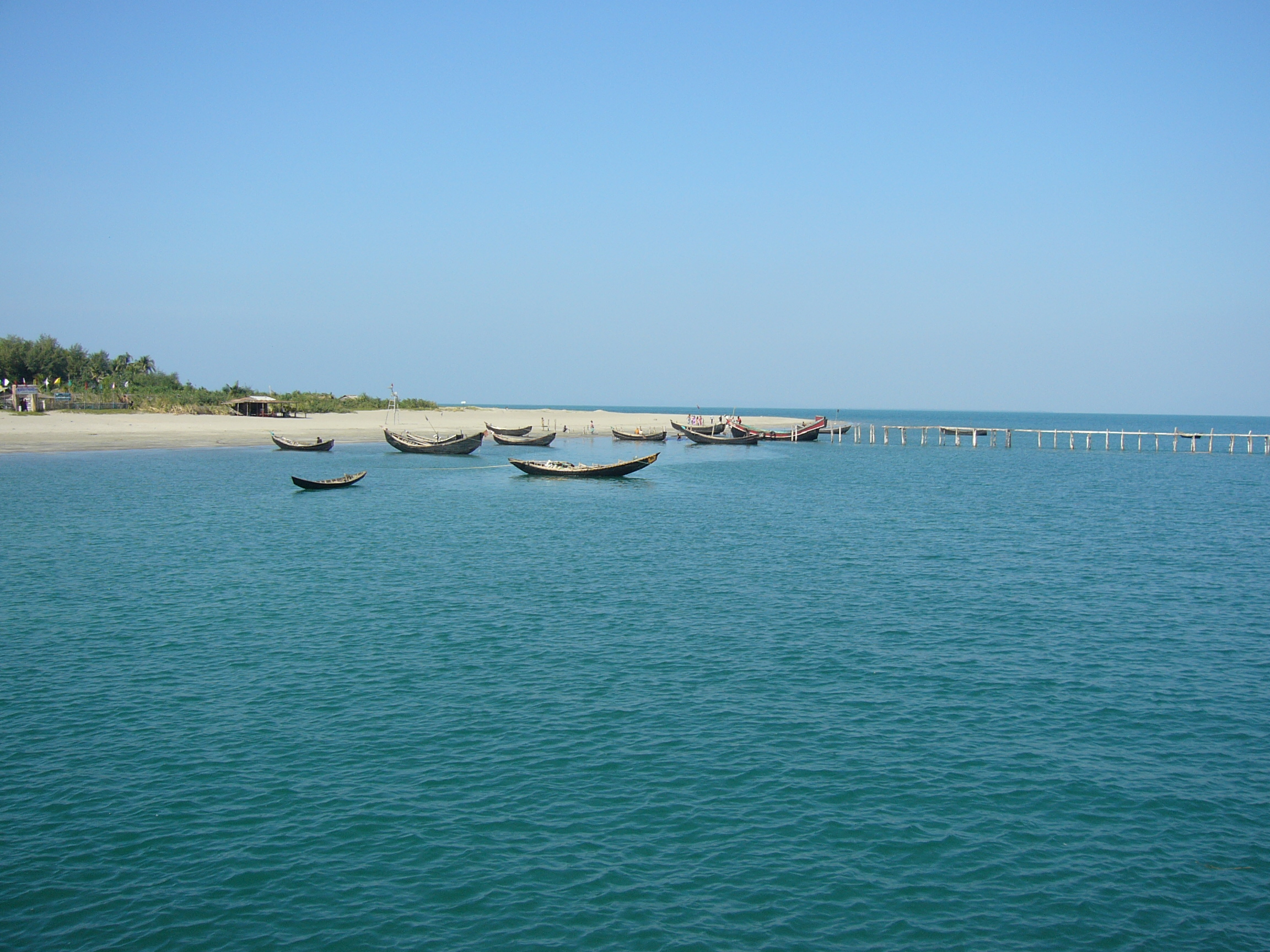
聖馬丁島的船隻
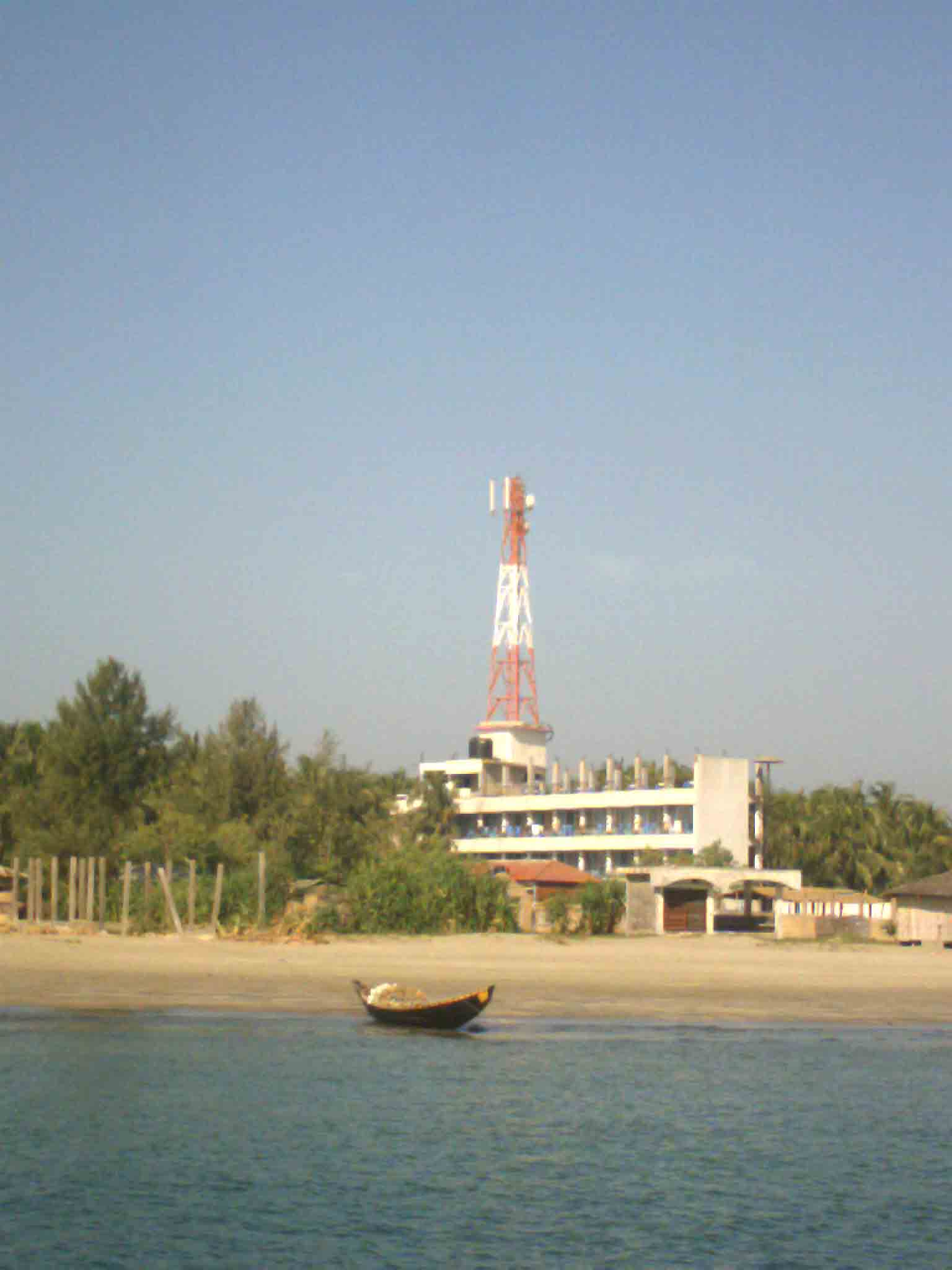
聖馬丁島的燈塔